# 大日連峰
大日連峰（だいにちれんぽう）は、飛騨山脈（北アルプス）立山連峰のうち、主稜線から派生して尾根をなす山群。大日連山（だいにちれんざん）ともいう。

## 概要
立山連峰の主稜線上にある剱御前から西に分岐する山稜を「大日尾根」と呼び、その大日尾根上に連なる山々である。
大日連峰の山のうち、大日岳・中大日岳・奥大日岳の3峰は、併せて大日三山（だいにちさんざん）と称される。

## 主な山

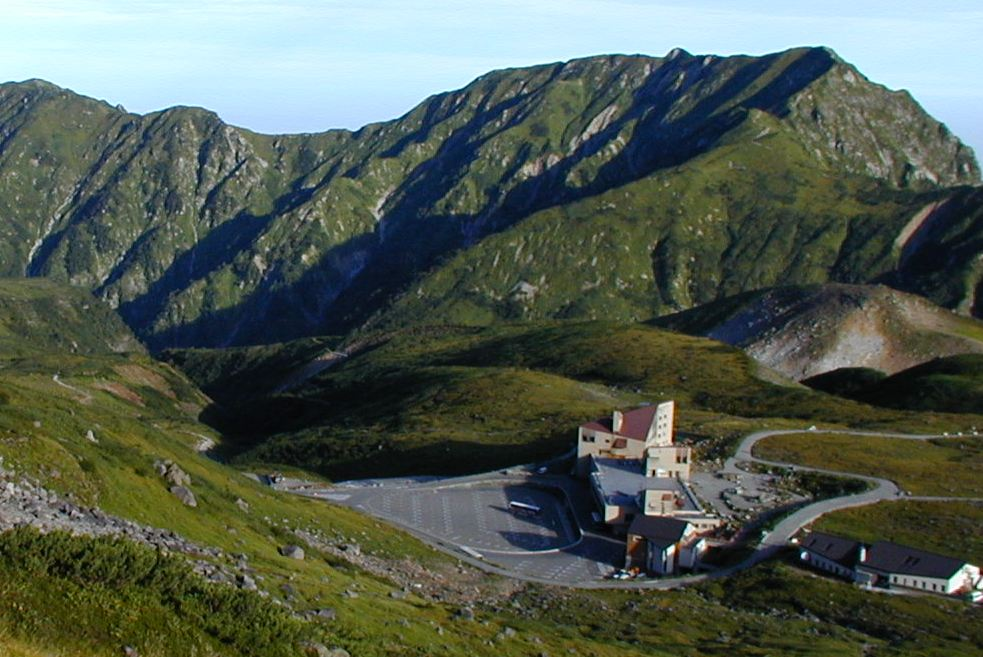
室堂ターミナル越しに見る奥大日岳

- 奥大日岳 2,611m
- 中大日岳 2,500m
- 大日岳 2,501m
- 早乙女岳 2,060m
- 前大日岳 1,779m

### 支稜線の山
奥大日岳から北に派生する尾根上に連なる。
- 西大谷山 2,087m
- クズバ山 1,876m
- 中山 1,255m